# 육기
육기(陸機, 261년 ~ 303년)는 중국 서진의 관리이다. 자는 사형(士衡)이며, 오군(吳郡) 사람이다.
육손의 손자이며, 육항의 넷째 아들이다.

## 출전
- 방현령 등, 《진서》 권54, 육기전

## 같이 보기
- 삼국지 인물 목록